# Цона Артиђанале Сан Феличе (Болцано)
Цона Артиђанале Сан Феличе је насеље у Италији у округу Болцано, региону Трентино-Јужни Тирол.
Према процени из 2011. у насељу је живело 21 становника. Насеље се налази на надморској висини од 1254 м.